# ベルナップ郡 (ニューハンプシャー州)
| 郡庁所在地                                     | ラコニア Laconia                        |
| 設立                                           | 1840年                                  |
| 面積 -全面積 -陸上面積 -水域面積 -水域面積割合 | 1,214km2（9位*） 1,039km2 174km2 14.35% |
| 人口                                           | 63,705人                                |
| *州内                                          |                                         |

ベルナップ郡（Belknap County、[ˈbɛlnæp]）は、アメリカ合衆国ニューハンプシャー州にある郡。人口は6万3705人（2020年） 。郡庁所在地は、ラコニアである。

## 歴史
1840年にメリマック郡の北東部とストラッフォード郡の北西部から新しい郡を作ることが州政府によって決定され、ベルナップ郡が設立された。著書『ニューハンプシャー州の歴史』で有名な歴史家で伝道者、ジェレミー・ベルナップ博士から、郡の名前はつけられている。初の郡議会はウイニピソーキー川沿いのメレディス町内のメレディスブリッジという村で行われた。1855年にラコニアがメレディスから分離され、以後郡庁所在地となっている。

## 地理
アメリカ合衆国統計局によると、この郡は総面積1,214 km² (469 mi²) である。このうち1,039 km² (401 mi²) が陸地で174 km² (67 mi²) が水地域である。総面積の14.35%が水地域となっている。
ウイニピソーキー湖に面しており、郡庁所在地のラコニアは遊覧船が出航するポーガス港と泳ぐことも可能なウィヤーズビーチを抱えている。

## 統計
2000年の国勢調査によると、56,325人、22,459の世帯、15,496の家族が住んでいる。女性100人に対し、97.10人が男性である。18歳以上の女性100人に対し、95.10人が18歳以上の男性である。
22,459世帯のうち、30.4%が18歳未満の子供と一緒に生活しており、55.70%は夫婦で生活している。9.20%は未婚の女性が世帯主であり、3.00%は家族以外の住人と同居している。24.40%は独身の居住者が住んでおり、9.70%は65歳以上で独居である。1世帯の平均住居者数は2.45人であり、家庭の場合は、2.91人である。
1世帯の平均年収は43,605ドルであり、家族の場合は50,510ドルである。男性の平均収入が34,741ドルであるのに対し、女性は25,445ドルである。住民1人当たりの収入は22,758ドルであり、州内では4位である。人口の6.10%、4.50%の家庭が貧困線以下にあり、18歳未満の7.60%、65歳以上の4.90%が貧困線以下にある。
以下の統計は2000年の国勢調査に拠る。
| 白人         | アフリカ系アメリカ人 | アメリカ先住民     | アジア系       |
| ------------ | -------------------- | ------------------ | -------------- |
| 97.61        | 0.29                 | 0.30               | 0.55           |
| ポリネシア人 | その他               | 多人種的・多民族的 | ヒスパニック系 |
| 0.02         | 0.16                 | 1.06               | 0.74           |

| 18歳未満 | 18歳-24歳 | 25歳-44歳 | 45歳-64歳 | 65歳以上 | 平均年齢 |
| -------- | --------- | --------- | --------- | -------- | -------- |
| 23.60    | 6.70      | 28.10     | 26.40     | 15.10    | 40歳     |

## 都市と町
ベルナップ郡には10の町と1の市がある。
市
- ラコニア (Laconia) - 郡庁所在地

町
- アルトン (Alton)
- バーンスティード (Barnstead)
- ベルモント (Belmont)
- センターハーバー (Center Harbor)
- ジルフォード (Gilford)
- ギルマントン (Gilmanton)
- メレディス (Meredith)
- ニューハンプトン (New Hampton)
- サンボーントン (Sanbornton)
- ティルトン (Tilton)
  - ティルトン=ノースフィールド (Tilton=Northfield) - 隣接するメリマック郡の一部を含む統計上の市域